# Idan
Idan ist ein männlicher Vorname.

## Bekannte Namensträger
- Idan Fauzan Richsan (* 2000), indonesischer Leichtathlet
- Idan Hayosh (* 1979), Künstler israelischer Herkunft
- Idan Ofer (* 1955), israelischer Unternehmer
- Idan Raichel (* 1977), israelischer Texter, Komponist und Musiker
- Idan Roll (* 1984), israelisches Model und Politiker